# بيت المذلحي (المخادر)

تعديل مصدري - تعديل

بيت المذلحي محلة تابعة لقرية الكولة، التابعة لعزلة السحول بمديرية المخادر إحدى مديريات محافظة إب في الجمهورية اليمنية، بلغ تعداد سكانها 106 حسب تعداد اليمن لعام 2004.